# Simple Men
Simple Men es una película estadounidense de 1992 escrita y dirigida por Hal Hartley y protagonizada por Robert John Burke, Bill Sage, Karen Sillas y Martin Donovan. Fue el debut de la actriz Holly Marie Combs, en un papel secundario. Fue seleccionada para entrar en la sección oficial del Festival Internacional de Cine de Cannes de 1992.

## Argumento
Los hermanos Bill y Dennis se reúnen después de que su padre anarquista se haya escapado del hospital. Bill está molesto después de ser traicionado en un robo por parte de su novia, y promete romper el corazón a la próxima mujer que conozca, mientras que Dennis acaba de salir de la universidad y es un tanto ingenuo sobre el mundo. Dennis está decidido a encontrar a su padre, y Bill se encuentra sin un céntimo, por lo que se pusieron en camino para encontrarlo.
Su motocicleta se estropea en un restaurante en medio de la nada, donde se encuentran con la bella Kate, la misteriosa Elina y el temperamental Martin. Deciden quedarse unos días y gradualmente se enredan en la vida local.

## Reparto
- Robert John Burke - Bill McCabe (as Robert Burke)
- Bill Sage - Dennis McCabe
- Karen Sillas - Kate
- Elina Löwensohn - Elina
- Martin Donovan - Martin
- Mark Chandler Bailey - Mike (as Mark Bailey)
- Chris Cooke - Vic
- Jeffrey Howard - Ned Rifle
- Holly Marie Combs - Kim
- Joe Stevens - Jack
- Damian Young - Sheriff
- Marietta Marich - Mom (Meg)
- John MacKay - Dad
- Bethany Wright - Mary
- Richard Reyes - Security Guard

## Música
Simple Men presentó la canción "Kool Thing" de la banda norteamericana Sonic Youth. 
Un aparte del diálogo del film forma parte de la letra Paradise del álbum E&A de Eyedea and Abilities.